# Севериновский сельский совет
Севериновский сельский совет (укр. Северинівська сільська рада) — входит в состав
Сумского района
Сумской области
Украины.
Административный центр сельского совета находится в 
с. Севериновка.

## Населённые пункты совета
- с. Севериновка
- с. Васюковщина
- с. Вербовое
- с. Гриценково
- с. Линтваровка
- с. Марьевка
- с. Надьярное
- с. Перекрестовка
- пос. Рогозное
- с. Скляровка
- с. Соколиное
- с. Софиевка

## Ликвидированные населённые пункты совета
- с. Стеценково